# Корача-де-Мойя
Корача-де-Мойя (исп. Coracha de Moya) — замок XIV века, расположенный в одноимённом муниципалитете испанской провинции Куэнка.
История Корача-де-Мойя уходит корнями в XII век, когда его использовали в качестве крепости. Новый комплекс, возведение которого началось в 1589 году, пришёл в запустение, поэтому сейчас замок является пятой частью комплекса руин Мойи.

## История
Первые упоминания о замке Мойя датируются XII—XIII веками, но нынешняя постройка была возведена в середине XVI века. Из этого можно предположить, что ранее здесь находилось арабское или раннехристианское укрепление, или даже военное поселение римлян. Достоверно известно, что древняя кладка в основании Корача-де-Мойи была сложена в эпоху Королевства вестготов. Каким образом это место использовалось маврами и христианами в ходе Реконкисты, и использовалось ли вообще, сведений нет.
Место замка Мойя в средние века имело необходимость в крепости, поскольку границы владений Арагона и Валенсии находились очень близко от центра муниципалитета, принадлежавшего Кастилии. В 1475 году Католические короли подарили современную территорию муниципалитета дону Андресу де Кабрере, первому маркизу Мойя. Тот в 1589 году начал возводить для себя нынешнюю Корача-де-Мойя, но позже по неизвестным причинам замок пришёл в запустение. От титула Кабреры появилось название как округа, так и замка.
Также неизвестно, что означает слово «корача» в названии замка. Историки считают, что оно имеет арабское происхождение, было распространено только на территории Гранады и обозначало двойную крепостную стену.

## Описание
Корача-де-Мойя находится на северо-восточном склоне холма, на котором расположены руины Мойи, являясь «продолжением» третьей части комплекса, возведённой также в XIV веке, представляя собой двойной ряд стен с башнями и большим пространством между стенами. Сохранилось две башни: Сан-Роке и водонапорная. Первая представляет собой четырёхугольную каменную конструкцию со скошенными углами, единственный вход в которую расположен на западном фасаде. Толстые стены и ряд бойниц были призваны защитить находящихся внутри замка людей в ходе долговременной осады. Вторая, полукруговая, использует воду из источника в холме, перекачивая её с помощью ряда механизмов к деревне Санто-Доминго-де-Мойя, расположенной рядом с комплексом развалин.
Дополнительным средством защиты служил крепостной ров с подвесным мостом и пологий холм, на котором практически полностью отсутствовала растительность. Ныне комплекс Корача-де-Мойя состоит из стен, крыши, развалин крепости с несколькими башнями, некоторыми входными дверьми, а также портика и шпиля церкви.
Хотя замок находится под защитой государства, средства на его восстановление не выделялись, таким образом Корача-де-Мойя до сих пор медленно разрушается.